# Obaysch

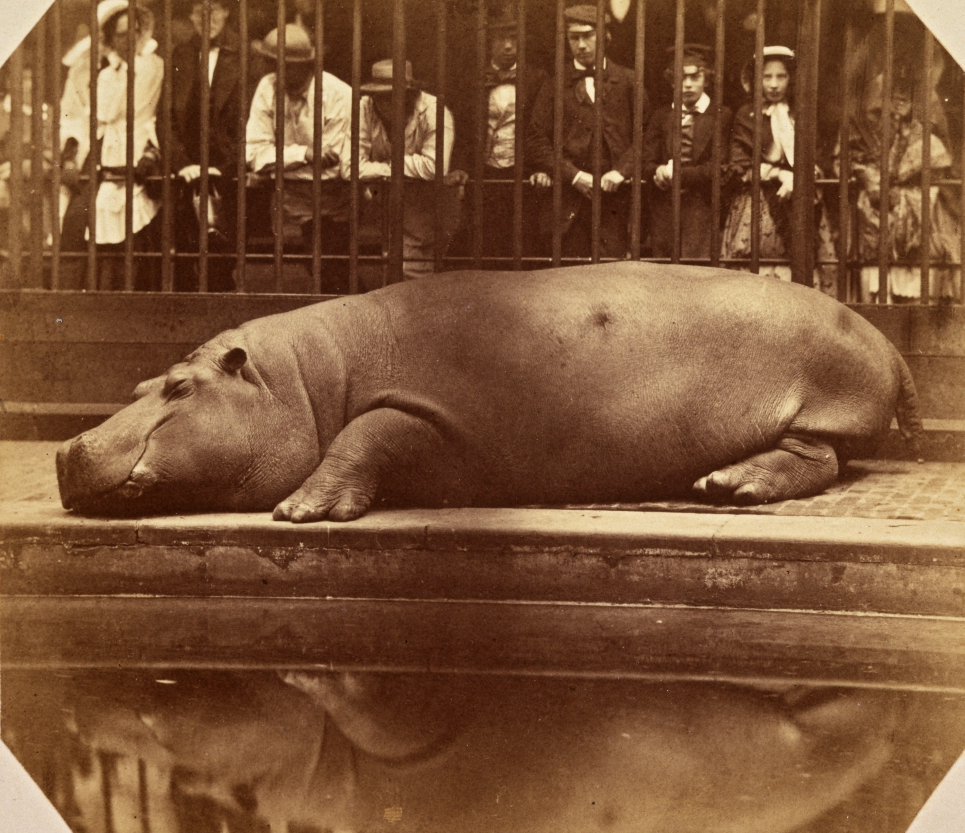
Tłumy obserwują, jak Obaysch odpoczywa w londyńskim zoo na zdjęciu z 1852 r. wykonanym przez Juana, hrabiego Montizón

Obaysch (ur. 1849? – zm. 11 marca 1878) – pierwszy hipopotam widziany w Wielkiej Brytanii od czasów prehistorycznych i pierwszy w Europie od czasów starożytnego Rzymu. Został schwytany na wyspie na Nilu Białym, gdy miał mniej niż rok. Jego imię pochodzi od nazwy wyspy.
Osmański wicekról Egiptu, Abbas Pasza, uzgodnił z brytyjskim konsulem generalnym, sir Charlesem Murrayem (znanym później jako Hippopotamus Murray), że wymieni Obayscha i kilka innych egzotycznych zwierząt na psy rasy greyhound i szkockie. Obaysch został wysłany łodzią w dół Nilu do Kairu, w towarzystwie stada krów, które dostarczały mu mleka. Został wysłany parowcem P&O do Southampton, a 25 maja 1850 roku przybył do londyńskiego zoo. Hipopotam stał się natychmiast sensacją w Londynie, przyciągając do 10 000 odwiedzających każdego dnia i dając początek handlowi pamiątkami przedstawiającymi hipopotamy, a nawet piosence Hippopotamus Polka (autorstwa L. St. Mars). W 1850 r. liczba odwiedzających zoo podwoiła się w stosunku do roku poprzedniego.
Abbas I Pasza wysłał do Londynu drugiego hipopotama, samicę o imieniu Adhela, która przybyła 22 lipca 1854 roku. Po ponad 16 latach oczekiwania para w końcu doczekała się potomstwa w 1871 roku, ale cielę zmarło po dwóch dniach. Drugie cielę zmarło w następnym roku, ale trzecie, urodzone 5 listopada 1872 roku, przeżyło. Była to samica o imieniu Guy Fawkes. Adhela przeżyła Obayscha o 4 lata, umierając 16 grudnia 1882 roku. Guy Fawkes zmarła 20 marca 1908 roku.